# Hipparchia albovenosa
Hipparchia albovenosa är en fjärilsart som beskrevs av Jules Leon Austaut 1885. Hipparchia albovenosa ingår i släktet Hipparchia och familjen praktfjärilar. Inga underarter finns listade i Catalogue of Life.